# Aerianos
Se llaman aerianos a los sectarios del siglo cuarto, llamados así por Aerio, sacerdote de Armenia su maestro. 
Los aerianos pensaban poco más o menos acerca de la Santísima Trinidad, lo mismo que los arrianos pero tenían además algunos dogmas que les eran propios y particulares: por ejemplo que el episcopado no es un orden diferente del sacerdocio y que no da a los obispos el poder de ejercer ninguna función que no pueda practicarse por los sacerdotes. Fundaban esta opinión en muchos pasajes de San Pablo y principalmente en el de la Primera Epístola a Timoteo, c. 4, v 14, en la cual el Apóstol le exhorta a no abandonar el don que ha recibido por medio de la imposición de las manos de los sacerdotes. Sobre lo cual observa Aerio que no se trata de los obispos y que por este pasaje es evidente que Timoteo recibió la ordenación por la mano de los sacerdotes.
San Epifanio, Haeres, 75, declama con todas sus fuerzas contra los aerianos a favor de la superioridad de los obispos. Hace ver del modo más juicioso que la voz presbiterii en San Pablo, encierra las dos órdenes, de obispos y sacerdotes, todo el senado, la congregación de todos los eclesiásticos en un mismo lugar y que en semejante asamblea o reunión era en donde había sido ordenado Timoteo. 
Los discípulos de Aerio sostenían también después de su maestro que las oraciones por los muertos eran inútiles; que los ayunos establecidos por la Iglesia principalmente los del miércoles, viernes y los de Cuaresma, eran supersticiosos; que más bien debía ayunarse el domingo que no los demás días y que no debía celebrarse la Pascua. Denominaban por escarnio anticuarios a los fieles adheridos a las ceremonias prescrita por la Iglesia y a las tradiciones eclesiásticas. Los arrianos se unieron a los católicos para combatir los delirios de esta secta que no subsistió mucho tiempo. 